# Riksdagsvalet i Tyskland 1928
Riksdagsvalet i Tyskland 1928 hölls den 20 maj. Socialdemokraterna (SPD) vann 153 av riksdagens 491 platser. Nästa val hölls den 14 september 1930.

## Valresultat
| Parti                                                         | Röster     | Röster  | Röster | Mandat | Mandat |
| Parti                                                         | Antal      | Andel   | +/-    | Antal  | +/-    |
| ------------------------------------------------------------- | ---------- | ------- | ------ | ------ | ------ |
| Sozialdemokratische Partei Deutschlands (SPD)                 | 9.152.979  | 29,8 %  | +3,8 % | 153    | +22    |
| Deutschnationale Volkspartei (DNVP - konservativa)            | 4.381.563  | 14,3 %  | −6,2 % | 73     | −30    |
| Deutsche Zentrumspartei (Zentrum)                             | 3.712.152  | 12,1 %  | −1,5 % | 61     | −8     |
| Kommunistische Partei Deutschlands (KPD)                      | 3.264.793  | 10,6 %  | +1,7 % | 54     | +9     |
| Deutsche Volkspartei (DVP - nationalliberala)                 | 2.679.703  | 8,7 %   | −1,4 % | 45     | −6     |
| Deutsche Demokratische Partei (DDP - liberala)                | 1.479.374  | 4,8 %   | −1,5 % | 25     | −7     |
| Reichspartei des deutschen Mittelstandes (RPDM)               | 1.397.129  | 4,5 %   | +2,2 % | 23     | +11    |
| Bayerische Volkspartei (BVP)                                  | 945.644    | 3,1 %   | −0,6 % | 17     | −2     |
| Nationalsozialistische Deutsche Arbeiterpartei (NSDAP)        | 810.127    | 2,6 %   | −0,4 % | 12     | −2     |
| Christlich-Nationale Bauern- und Landvolkpartei               | 571.891    | 1,9 %   | –      | 9      | +9     |
| Reichspartei für Volksrecht und Aufwertung (Volksrechtpartei) | 483.181    | 1,6 %   | –      | 2      | +2     |
| Deutsche Bauernpartei (DBP)                                   | 481.254    | 1,6 %   | +0,6 % | 8      | +3     |
| Reichslandbund                                                | 199.548    | 0,7 %   | −0,9 % | 3      | −5     |
| Deutsch-Hannoversche Partei (DHP)                             | 195.555    | 0,6 %   | −0,3 % | 4      | ±0     |
| Sächsisches Landvolk                                          | 127.700    | 0,4 %   | –      | 2      | +2     |
| Övriga                                                        | 880.181    | 2,9 %   | +0,6 % | 0      | ±0     |
| Totalt                                                        | 30.753.247 | 100,0 % |        | 491    | −2     |